# Brno-Židenice (przystanek kolejowy)
Brno-Židenice – przystanek kolejowy i równocześnie posterunek odgałęźny w Brnie przy ulicy Lazaretní 610/11, w kraju południowomorawskim, w Czechach. Znajdują się tu 3 perony.